# Pietro Garibaldi
Pietro Garibaldi (Torino, 7 agosto 1968) è un economista italiano.

## Biografia
Si è laureato in Economia nel 1992 presso l'Università degli Studi di Torino, summa cum laude, menzione e dignità di stampa. Nel 1993 è stato borsista della Fondazione Luigi Einaudi di Torino.
Ha conseguito un master alla London School of Economics e un PhD presso la stessa università nel 1996.
È stato assistant professor, e poi professore associato, presso l'Università Bocconi di Milano, incarico che ha lasciato nel 2004.
È professore ordinario di Economia politica presso l'Università di Torino e direttore del Collegio Carlo Alberto di Torino.
Ha lavorato come economista nel Dipartimento di ricerca del Fondo Monetario Internazionale
 e, per un breve periodo, è stato consigliere economico presso il Ministero dell'economia e delle finanze.
È responsabile degli studi sul lavoro della Fondazione Rodolfo Debenedetti.
È inoltre research fellow del CEPR, dell'IZA - Institut zur Zukunft der Arbeit (Istituto per il Futuro del Lavoro) a Bonn e dell'Innocenzo Gasparini Institute for Economic Research (IGIER) dell'Università Bocconi di Milano.
Dal 2007 è consigliere di sorveglianza e membro del comitato di controllo di Intesa SanPaolo.
Collabora con il quotidiano La Stampa ed è tra i fondatori, oltre che redattore, della rivista online lavoce.info.
Con Tito Boeri ha scritto due libri, sostenendo la necessità di ulteriori riforme del sistema del mercato del lavoro italiano a partire dal contratto di lavoro.
Ha pubblicato più di 20 articoli scientifici nelle principali riviste internazionali, incluse l'American Economic Review (Papers and Proceedings),  la Review of Economic Studies, l'Economic Journal.

## Opere
- Economia delle risorse umane, Bologna, Il Mulino, 2005, ISBN 88-15-10709-6.
- Personnel Economics in Imperfect Labor Markets, Oxford, Oxford University Press, 2006, ISBN 9780199280674.
- Education and Training in Europe, curatela con Giorgio Brunello ed Etienne Wasmer, Oxford, Oxford University Press, 2007, ISBN 9780199210978.
- Un nuovo contratto per tutti, con Tito Boeri, Milano, Chiarelettere, 2008, ISBN 978-88-6190-049-3.
- Health Ageing and Productivity, curatela con Olivier Joaquiem Oliveira e Jan Van Ours, New York, Oxford University Press, 2010, ISBN 9780199587131.
- Riforme a costo zero, con Tito Boeri, Milano, Chiarelettere, 2011, ISBN 978-88-6190-230-5.